# Wilhelm Ernest (wielki książę Saksonii-Weimaru-Eisenach)
Wilhelm Ernest z Saksonii-Weimaru-Eisenach, niem.: Wilhelm Ernst Karl Alexander Friedrich Heinrich Bernhard Albert Georg Hermann von Sachsen-Weimar-Eisenach (ur. 10 czerwca 1876 w Weimarze, zm. 24 kwietnia 1923 w Henrykowie) – wielki książę Saksonii-Weimar-Eisenach w latach 1901–1918, tytularny wielki książę Saksonii.

## Życiorys

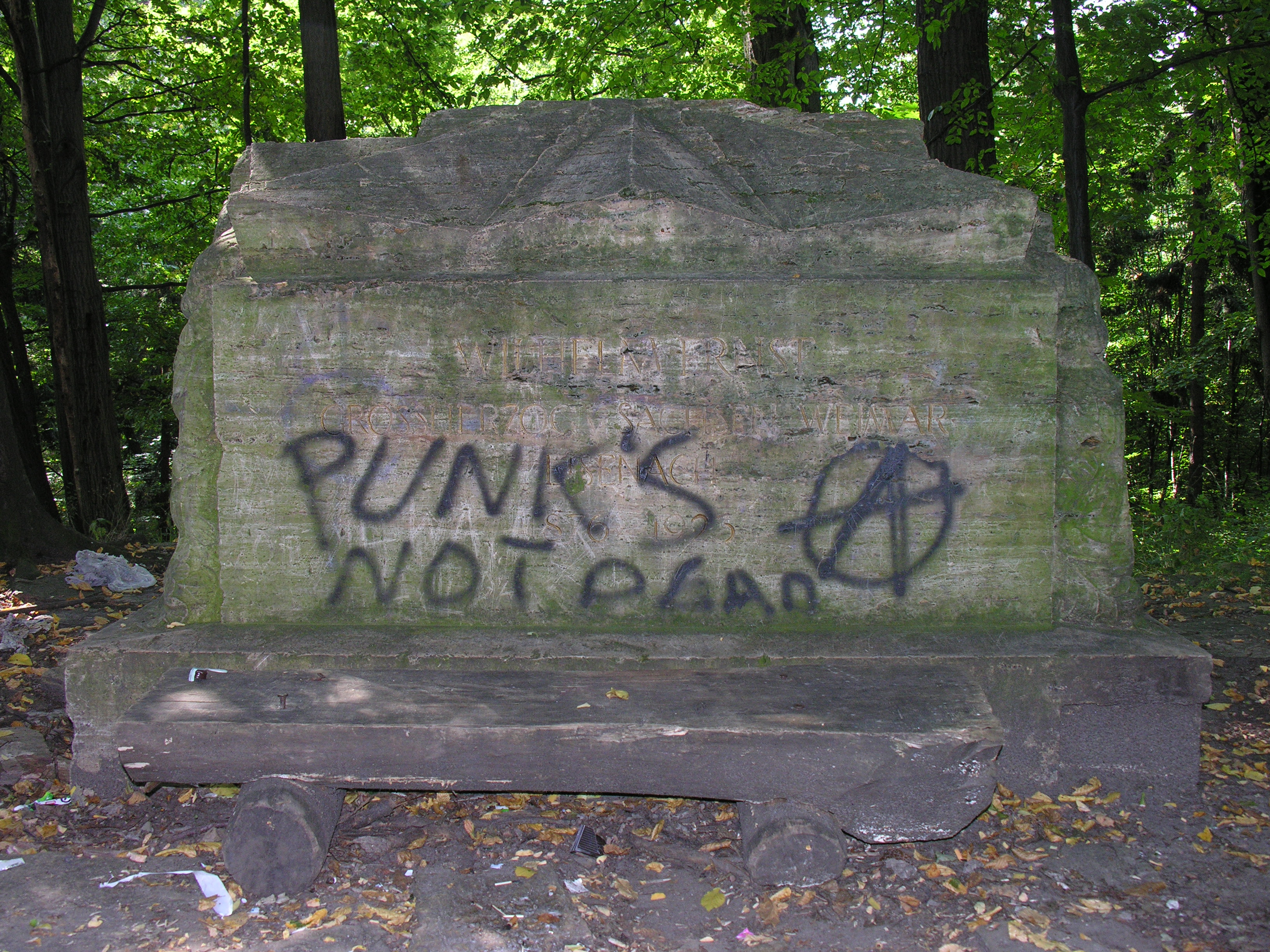
Grób księcia w Henrykowie

Wilhelm Ernest był najstarszym z synów księcia-następcy tronu Karola Augusta i Pauliny urodzonym w 1876 r. otrzymując na chrzcie imiona Wilhelm Ernest Karol Aleksander Fryderyk Henryk Bernard Albert Jerzy Herman. Po śmierci swojego dziadka Karola III Aleksandra w 1901 r. został wielkim księciem Saksonii-Weimar-Eisenach, ponieważ bezpośredni sukcesor monarchy (ojciec Wilhelma Ernesta) nie żył już od 1894 r. W tym czasie książę był najbogatszym władcą niemieckim, ponieważ odziedziczył po swej babce Zofii ogromną fortunę powiększoną także o wysoki spadek po zmarłym ojcu. Ze względu na pełnioną funkcję wielkoksiążęcą Wilhelm Ernest przeszedł przyśpieszoną służbę wojskową, po czym uzyskał stopień generała piechoty. W 1898 r. został członkiem korporacji studenckiej Corps Borussia Bonn.
Jednym z ostatnich działań księcia przed rewolucją listopadową 1918 r. było zatrudnienie architekta Waltera Gropiusa. 9 listopada rada żołnierska pod dowództwem socjaldemokraty Augusta Bauderta wymusiła abdykację księcia. Wilhelm Ernest przeprowadził się do pałacu w Henrykowie na Śląsku, gdzie zmarł. Został pochowany otaczającym pałac parku krajobrazowym w stylu angielskim.

## Działalność polityczna
Rola partykularnych monarchów II Rzeszy Niemieckiej była ograniczona do reprezentacji interesów swoich krajów w Reichstagu za pośrednictwem posłów. Wielkie Księstwo Saksonii-Weimar-Eisenach miało jednego reprezentanta w parlamencie związkowym i nie mogło prowadzić skutecznej polityki wewnętrznej polegającej na rozbudowie przemysłu lub rolnictwa, co należało do zadań tej izby. Dlatego też działalność polityczna Wilhelma Ernesta koncentrowała się na wspieraniu kultury niemieckiej, a także zabieganiu o koronę samodzielnego kraju – Holandii, co dałoby mu większe pole manewru i polityczne uniezależnienie się od cesarza.

### „Nowy Weimar”
Ogromne środki finansowe pozwoliły wielkiemu księciu na szereg prac inwestycyjnych w stolicy kraju, Weimarze. Sfinansował on powstanie kilku znaczących dla północnej Saksonii instytucji kulturalnych mających siedzibę w mieście stołecznym wielkiego księstwa. Pierwszym krokiem w tym kierunku było powstanie pod patronatem Wilhelma Ernesta Fundacji Promocji Sztuki, mającej finansować działalność kolekcjonerską miasta oraz organizować plenery malarskie i zapraszać artystów do tworzenia w mieście. Następnie kompetencje oświatowe tej instytucji przejęła powstała w 1905 r. Weimarska Akademia Malarstwa oraz rozpoczynająca swoją działalność w dwa lata później Wielkoksiążęca Weimarska Akademia Sztuki Saksonii. Wilhelm Ernest zapoczątkował także przebudowę centrum Weimaru i stwarzając reprezentacyjne bulwary z zabudową w stylu secesji. Także na zaproszenie wielkiego księcia w Weimarze osiadli znani ówcześni artyści i naukowcy m.in.: Hans Olde, Harry Kessler, Henry van de Velde i Adolf Brütt. Dzięki wypłacanym przez kancelarię wielkoksiążęcą stypendiom dla zdolnych studentów oraz ich wykładowców i nauczycieli na Uniwersytecie w Jenie rozpoczęło swoją pracę wielu naukowców, którzy myśleli o rozwoju swojej kariery, m.in. Theodor Fischer i Johannes Schlaf.

### Następstwo tronu holenderskiego
Jako wnuk Zofii Orańskiej Wilhelm Ernest został następcą tronu Holandii, pozostając bezpośrednim sukcesorem Wilhelminy I. Jednak rząd Królestwa Niderlandów obawiając się całkiem realnych wpływów niemieckich postanowił zmienić odpowiednie ustawodawstwo. Obawiano się, że oddanie korony jednemu z książąt niemieckich może dać poważny pretekst do przejęcia władzy nad państwem przez cesarza i uzależnienia się królestwa od Berlina. Aby temu zapobiec parlament holenderski podjął próbę zmiany konstytucji tak, aby wyeliminować Wilhelma Ernesta z sukcesji. Wskutek silnych podziałów partyjnych nie udało się to i decyzję pozostawiono królowej. Stwierdziła ona ważność dotychczasowych przepisów i uznała, że jeżeli umrze bezpotomnie, tron holenderski odziedziczy po niej właśnie Wilhelm Ernest. Jednak w 1909 r. Wilhelmina urodziła córkę – Julianę. Miała ona panować dożywotnio, a następstwo po niej przejąć jej dzieci wywodzące się z założonej przez nią nowej dynastii.

## Rodzina
Po projektowanych zaręczynach Wilhelma Ernesta z córką cesarza Fryderyka III Małgorzatą, książę postanowił poślubić Karolinę, córkę Henryka XXII, księcia Reuss. Ślub odbył się 30 kwietnia 1903 r. w Weimarze. Trwające dwa lata małżeństwo nie doczekało się dzieci. Śmierć młodej księżnej Karoliny wywołała wśród społeczności ogromne poruszenie. 4 stycznia 1910 r., pięć lat po śmierci pierwszej żony książę ożenił się ponownie z Feodorą, księżniczką Saksonii-Meiningen (1890–1972). Para książęca miała czwórkę dzieci: Zofię, Karola Augusta, Bernarda, Jerzego Wilhelma.
| Prapradziadkowie                                                  | wielki książę Saksonii-Weimar-Eisenach Karol I August (1757–1828) ∞ 1775 Ludwika z Hesji-Darmstadt (1757–1830)                                                           | car Rosji Paweł I Romanow (1754-1801) ∞ 1776 Zofia Wirtemberska (1759–1828)                                                                                              | król Holandii Wilhelm I Oranje-Nassau (1772-1843) ∞1791 Wilhelmina Pruska (1774–1837)                                                                                    | car Rosji Paweł I Romanow (1754-1801) ∞ 1776 Zofia Wirtemberska (1759–1828)                                                                                              | wielki książę Saksonii-Weimar-Eisenach Karol I August (1757–1828) ∞ 1775 Ludwika z Hesji-Darmstadt (1757–1830)                                 | książę Saksonii-Meiningen Jerzy I (1761-1803) ∞1782 Ludwika Eleonora zu Hohenlohe-Langenburg (1763-1837)                                       | król Wirtembergii Fryderyk I (1754-1816) ∞1780 Augusta Karolina Welf (1764–1788)                                                               | hr. Wirtembergii Ludwik Fryderyk Wirtemberski (1756-1817) ∞1797 Henrietta z Nassau-Weilburg (1780-1857)                                        |
| Pradziadkowie                                                     | w. ks. Saksonii-Weimar-Eisenach Karol Fryderyk (1783-1853) ∞ 1804 Maria Pawłowna Romanowa (1786–1859)                                                                    | w. ks. Saksonii-Weimar-Eisenach Karol Fryderyk (1783-1853) ∞ 1804 Maria Pawłowna Romanowa (1786–1859)                                                                    | kr. Holandii, w. ks. Luksemburga Wilhelm II Fryderyk Oranje-Nassau (1792–1849) ∞ 1816 Anna Pawłowna Romanowa (1795-1865)                                                 | kr. Holandii, w. ks. Luksemburga Wilhelm II Fryderyk Oranje-Nassau (1792–1849) ∞ 1816 Anna Pawłowna Romanowa (1795-1865)                                                 | Karol Bernard z Saksonii-Weimar-Eisenach (1792-1862) ∞1816 Ida z Saksonii-Meiningen (1794-1852)                                                | Karol Bernard z Saksonii-Weimar-Eisenach (1792-1862) ∞1816 Ida z Saksonii-Meiningen (1794-1852)                                                | król Wirtembergii Wilhelm I Wirtemberski (1781-1864) ∞1820 Paulina Wirtemberska (1800-1873)                                                    | król Wirtembergii Wilhelm I Wirtemberski (1781-1864) ∞1820 Paulina Wirtemberska (1800-1873)                                                    |
| Dziadkowie                                                        | w. ks. Saksonii-Weimar-Eisenach Karol III Aleksander z Saksonii-Weimar-Eisenach (1818-1901) ∞ 1842 nast. tronu Holandii Wilhelmina Maria Zofia Oranje-Nassau (1824-1897) | w. ks. Saksonii-Weimar-Eisenach Karol III Aleksander z Saksonii-Weimar-Eisenach (1818-1901) ∞ 1842 nast. tronu Holandii Wilhelmina Maria Zofia Oranje-Nassau (1824-1897) | w. ks. Saksonii-Weimar-Eisenach Karol III Aleksander z Saksonii-Weimar-Eisenach (1818-1901) ∞ 1842 nast. tronu Holandii Wilhelmina Maria Zofia Oranje-Nassau (1824-1897) | w. ks. Saksonii-Weimar-Eisenach Karol III Aleksander z Saksonii-Weimar-Eisenach (1818-1901) ∞ 1842 nast. tronu Holandii Wilhelmina Maria Zofia Oranje-Nassau (1824-1897) | Hermann z Saksonii-Weimar-Eisenach (1825-1901) ∞1851 Augusta Wirtemberska (1826–1898)                                                          | Hermann z Saksonii-Weimar-Eisenach (1825-1901) ∞1851 Augusta Wirtemberska (1826–1898)                                                          | Hermann z Saksonii-Weimar-Eisenach (1825-1901) ∞1851 Augusta Wirtemberska (1826–1898)                                                          | Hermann z Saksonii-Weimar-Eisenach (1825-1901) ∞1851 Augusta Wirtemberska (1826–1898)                                                          |
| Rodzice                                                           | nast. tronu Saksonii-Weimar-Eisenach Karol August z Saksonii-Weimar-Eisenach (1844–1894) ∞ 1866 Paulina z Saksonii-Weimar-Eisenach (1852-1904)                           | nast. tronu Saksonii-Weimar-Eisenach Karol August z Saksonii-Weimar-Eisenach (1844–1894) ∞ 1866 Paulina z Saksonii-Weimar-Eisenach (1852-1904)                           | nast. tronu Saksonii-Weimar-Eisenach Karol August z Saksonii-Weimar-Eisenach (1844–1894) ∞ 1866 Paulina z Saksonii-Weimar-Eisenach (1852-1904)                           | nast. tronu Saksonii-Weimar-Eisenach Karol August z Saksonii-Weimar-Eisenach (1844–1894) ∞ 1866 Paulina z Saksonii-Weimar-Eisenach (1852-1904)                           | nast. tronu Saksonii-Weimar-Eisenach Karol August z Saksonii-Weimar-Eisenach (1844–1894) ∞ 1866 Paulina z Saksonii-Weimar-Eisenach (1852-1904) | nast. tronu Saksonii-Weimar-Eisenach Karol August z Saksonii-Weimar-Eisenach (1844–1894) ∞ 1866 Paulina z Saksonii-Weimar-Eisenach (1852-1904) | nast. tronu Saksonii-Weimar-Eisenach Karol August z Saksonii-Weimar-Eisenach (1844–1894) ∞ 1866 Paulina z Saksonii-Weimar-Eisenach (1852-1904) | nast. tronu Saksonii-Weimar-Eisenach Karol August z Saksonii-Weimar-Eisenach (1844–1894) ∞ 1866 Paulina z Saksonii-Weimar-Eisenach (1852-1904) |
| Wilhelm Ernest (1876-1923) wielki książę Saksonii-Weimar-Eisenach | | | | | | | | |
| Żona                                                              | ∞ 1903 Karolina Reuß zu Greiz (1884–1905) ∞ 1910 Feodora z Saksonii-Meiningen (1890–1972)                                                                                | ∞ 1903 Karolina Reuß zu Greiz (1884–1905) ∞ 1910 Feodora z Saksonii-Meiningen (1890–1972)                                                                                | ∞ 1903 Karolina Reuß zu Greiz (1884–1905) ∞ 1910 Feodora z Saksonii-Meiningen (1890–1972)                                                                                | ∞ 1903 Karolina Reuß zu Greiz (1884–1905) ∞ 1910 Feodora z Saksonii-Meiningen (1890–1972)                                                                                | ∞ 1903 Karolina Reuß zu Greiz (1884–1905) ∞ 1910 Feodora z Saksonii-Meiningen (1890–1972)                                                      | ∞ 1903 Karolina Reuß zu Greiz (1884–1905) ∞ 1910 Feodora z Saksonii-Meiningen (1890–1972)                                                      | ∞ 1903 Karolina Reuß zu Greiz (1884–1905) ∞ 1910 Feodora z Saksonii-Meiningen (1890–1972)                                                      | ∞ 1903 Karolina Reuß zu Greiz (1884–1905) ∞ 1910 Feodora z Saksonii-Meiningen (1890–1972)                                                      |
| Dzieci                                                            | Zofia (1911-1988) | Zofia (1911-1988) | Karol August (1912-1988) | Karol August (1912-1988) | Bernard (1917-1986) | Bernard (1917-1986) | Jerzy Wilhelm (1921-2011) | Jerzy Wilhelm (1921-2011) |